# Pocheň (przystanek kolejowy)
Pocheň – przystanek kolejowy w Pocheňu, w kraju morawsko-śląskim, w Czechach. Leży na linii kolejowej nr 313.